# Ixorida monticola
Ixorida monticola är en skalbaggsart som beskrevs av Heller 1896. Ixorida monticola ingår i släktet Ixorida och familjen Cetoniidae. Inga underarter finns listade i Catalogue of Life.